# Arion intermedius
La babosa Arion intermedius es una especie de molusco gasterópodo de la familia Arionidae en el orden de los Stylommatophora.

## Distribución geográfica
La distribución nativa de esta especie comprende el centro y oeste de Europa. Como especie no nativa ha sido registrada en América del Sur, en Colombia, Argentina y Chile.